# محمد محسوب
محمد محسوب وزير الدولة للشؤون القانونية والمجالس النيابية بوزارة هشام قنديل السابق وعميد كلية الحقوق، جامعة المنوفية منذ شهر يونيو 2011 وحتى ديسمبر 2013، وعضو الهيئة العليا بحزب الوسط المصري.

## حياته
ولد محمد محسوب عبد المجيد درويش بدران في منيا القمح بمحافظة الشرقية عام 1964، وحصل على ليسانس الحقوق من كلية الحقوق جامعة عين شمس عام 1986، ومنها حصل على درجة الماجستير عام 1988، ثم سافر إلى باريس ليواصل الدراسة في السوربون بين عامي 1992-1995، ثم حصل على درجة الدكتوراه من جامعة القاهرة عام 1995 في القانون الاقتصادي الدولي. بعد ثورة 25 يناير، كان لمحسوب بعض المشاركات الملحوظة، بعد أن تولى رئاسة اللجنة الشعبية لاسترداد الأموال المهربة، وعضويته للجمعية التأسيسية للدستور.
حصل محسوب على عدد من الجوائز المحلية والدولية، كما له بعض المؤلفات القانونية. وفي 2 أغسطس 2012 عين وزير دولة لشئون المجالس النيابية في وزارة هشام قنديل وقد استقال الدكتور محسوب من وزارة د.هشام قنديل في تاريخ 27 ديسمبر 2012 احتجاج على استمرارية حكومة هشام قنديل بعد وضع الدستور المصري 2012.

## أهم الجوائز المحلية والدولية
1. جائزة أفضل بحث من المعهد الدولي للقانون المقارن – لوزان – سويسرا 2002
2. جائزة أفضل ورقة عمل في مؤتمر حقوق الأسرة في كوبنهاغن – 2003
3. جائزة الدولة التشجيعية بشأن مؤلفه "الخصام بين القانون والأخلاق"، 2008

## بعض المؤتمرات التي شارك فيها
1. مؤتمر بشأن تطور التحكيم – المعهد الدولي للقانون المقرن 2002
2. مؤتمر بشأن حقوق الأسرة – كوبنهاغن 2003
3. مؤتمر بشأن الملكية الفكرية – باريس 2005
4. مؤتمر بشأن التعذيب الجسدي في النظم الاستبدادية – لندن 2008

## بعض المؤلفات
- الدولة المصرية الحديثة (من النهضة إلى التبعية) 1996 (عالج فيها الوثائق الدستورية المصرية حتى 1914.
- نظرية قانون التجار الدولي (بين الوهم والحقيقة) 2000
- الخصام بين القانون الأخلاق 2008
- علمانية الدولة 2009
- المبادئ فوق الدستورية 2011